# Haplopoma bimucronatum
Haplopoma bimucronatum är en mossdjursart som först beskrevs av Karl von Moll 1803.  Haplopoma bimucronatum ingår i släktet Haplopoma och familjen Haplopomidae. Utöver nominatformen finns också underarten H. b. occiduum.